# Steven F. Udvar-Hazy
Steven F. Udvar-Hazy (né en 1946 à Budapest, Hongrie) est un homme d'affaires américain d’origine hongroise. En 2009, le magazine Forbes estime qu'il est la 305e personne la plus riche au monde, possédant un avoir net de 2,2 milliards USD.

## Biographie
Il quitte, avec sa famille, la Hongrie pour la Suède, puis rejoint New York en 1958. Il se rend ensuite à Los Angeles. Il étudie l’économie à l’Université de Californie (UCLA). Avec 150 000 dollars américains, plus un prêt de 1,7 million de dollars, il fonde International Lease Finance Corporation, une société spécialisée dans la location d'avions. Il vend cette société à American International Group en 1990.